# Дионизиу-Серкейра
Дионизиу-Серкейра (порт. Dionísio Cerqueira)  —  муниципалитет в Бразилии, входит в штат Санта-Катарина. Составная часть мезорегиона Запад штата Санта-Катарина. Входит в экономико-статистический  микрорегион Сан-Мигел-ду-Уэсти. Население составляет 14 642 человека на 2006 год. Занимает площадь 377,704 км². Плотность населения — 38,8 чел./км².

## История
Город основан 30 декабря 1953 года.

## Статистика
- Валовой внутренний продукт на 2003 составляет 72.228.511,00 реалов (данные: Бразильский институт географии и статистики).
- Валовой внутренний продукт на душу населения на 2003 составляет 4.994,37 реалов (данные: Бразильский институт географии и статистики).
- Индекс развития человеческого потенциала на 2000 составляет 0,747 (данные: Программа развития ООН).